# Ana Jaka
Ana Jaka García (Andoain, Guipúscoa, 1973) é uma poeta e romancista basca.

## Trajectória
Nasceu em Andoain, Gipuzkoa em 1973 e vive em Pamplona. É licenciada em jornalismo pela Universidade de Navarra. Desde 1997 trabalha como promotora editorial em centros escolares de Navarra e Álava.
Colaboradora em Euskalerria Irratia e em Berria, escreve em basco e castelhano. Publica em revistas de poesia e participa em recitais com poetas de Navarra.[carece de fontes?] É activista feminista e lesbianista, integrante de Lumatza e de Emagune (Txoko Feminista).

## Obras

### Poesia
- Mero amor. Línea discontinua (Everest, 2009).[5]
- Sombras turbias en la ventana (Ayuntamiento de Lasarte-Oria, 1997).
- A ritmo de silencio (Ayuntamiento de Lasarte-Oria, 1990).
- Alambradas (Diputación de Gipuzkoa, 1992).

### Relatos
- Sole, zer duzu Sole? (2002, Pamiela).

### Novelas
- Ez zen diruagatik (2014, Elkar).[6][7][8]

## Prémios e reconhecimentos
- Accésit no Concurso Literário de Novos Autores em Euskera da Prefeitura de Pamplona, 2002, com o relato "Sole, zer duzu Sole?".
- Primeiro Prémio Francisco Ynduráin das Letras para Escritores Jovens, Aoiz, 2007, em poesia com "Mero amor. Linha descontínua".[9][10]
- Prémio de Poesia da Prefeitura de Lasarte-Oria, Guipúzcoa, 1996, com "Sombras turvas na janela".
- Prémio de Poesia da Diputación Foral de Guipúzcoa, 1992, com "Alambradas".
- Prémio de Poesia da Prefeitura de Lasarte-Oria, Guipúzcoa,1990, com "A ritmo de silêncio".